# Sergiu Nicolaescu
Sergiu Florin Nicolaescu (n. 13 aprilie 1930, Târgu Jiu, România – d. 3 ianuarie 2013, București, România) a fost un regizor, scenarist, actor și politician român. Este de departe cel mai prolific și mai vizionat regizor român din toate timpurile: 54 filme, plus 27 coproducții și peste 1 miliard de spectatori (majoritatea din China și Rusia, dar și 130 milioane de spectatori din România). Ion Caramitru, director al Teatrului Național din București, a considerat că sprijinul de care s-a bucurat Nicolaescu în timpul regimului comunist s-a bazat pe faptul că Nicolaescu s-a pus în slujba cultului personalității lui Nicolae Ceaușescu.
Sergiu Nicolaescu a debutat în filmele de lung metraj cu filmul Dacii (1967). A urmat megaproducția Mihai Viteazul (1971), precum și o serie de filme polițiste centrate în jurul personajului fictiv Comisarul Moldovan. Nicolaescu a interpretat de asemenea rolul ilegalistului comunist Andrei în serialul de propagandă Pistruiatul (1973). Un alt gen predilect al lui Nicolaescu a fost filmul de război, pentru care a folosit adesea efectivele Armatei Române ca figurație.
Stilul său regizoral este caracterizat de o tendință bombastică spre auto-înscenare, Nicolaescu jucând adesea eroii principali ai filmelor pe care le regiza (seria Comisarul Moldovan, Nemuritorii, Mircea, Carol I etc). Andrei Gorzo, criticul de film al revistei Dilema Veche, scria despre Nicolaescu în rolul lui Carol I „Regele lui Nicolaescu e doar o altă fantezie de-a lui Nicolaescu despre sine, cum era și prințul lui din Orient Express (care la un moment dat se declara «un model vetust», înțelegînd prin asta că e prea mare pentru spiritele meschine ale generațiilor mai tinere) sau comisarul lui din Supraviețuitorul (care la rîndul lui se prezenta ca un anacronism, înțelegînd prin asta că oameni de calibrul lui nu se mai fac). În fanteziile lui, el a fost întotdeauna the king - de fapt, King Kong: un uriaș care e singurul din specia sa, care, supraviețuind, a ajuns într-un timp care nu e timpul său, într-o lume care nu-l mai vrea”.
După Revoluția din 1989 a fost senator din partea FSN, FDSN, PDSR și PSD. A condus Comisia Senatorială de cercetare a evenimentelor din 1989, care a fost acuzată de falsificarea adevărului. De altfel, în ședința Senatului din 29 martie 1994, Nicolaescu a propus ținerea unui moment de reculegere pentru generalul Ștefan Gușe, unul dintre responsabilii represiunii sângeroase de la Timișoara din decembrie 1989.

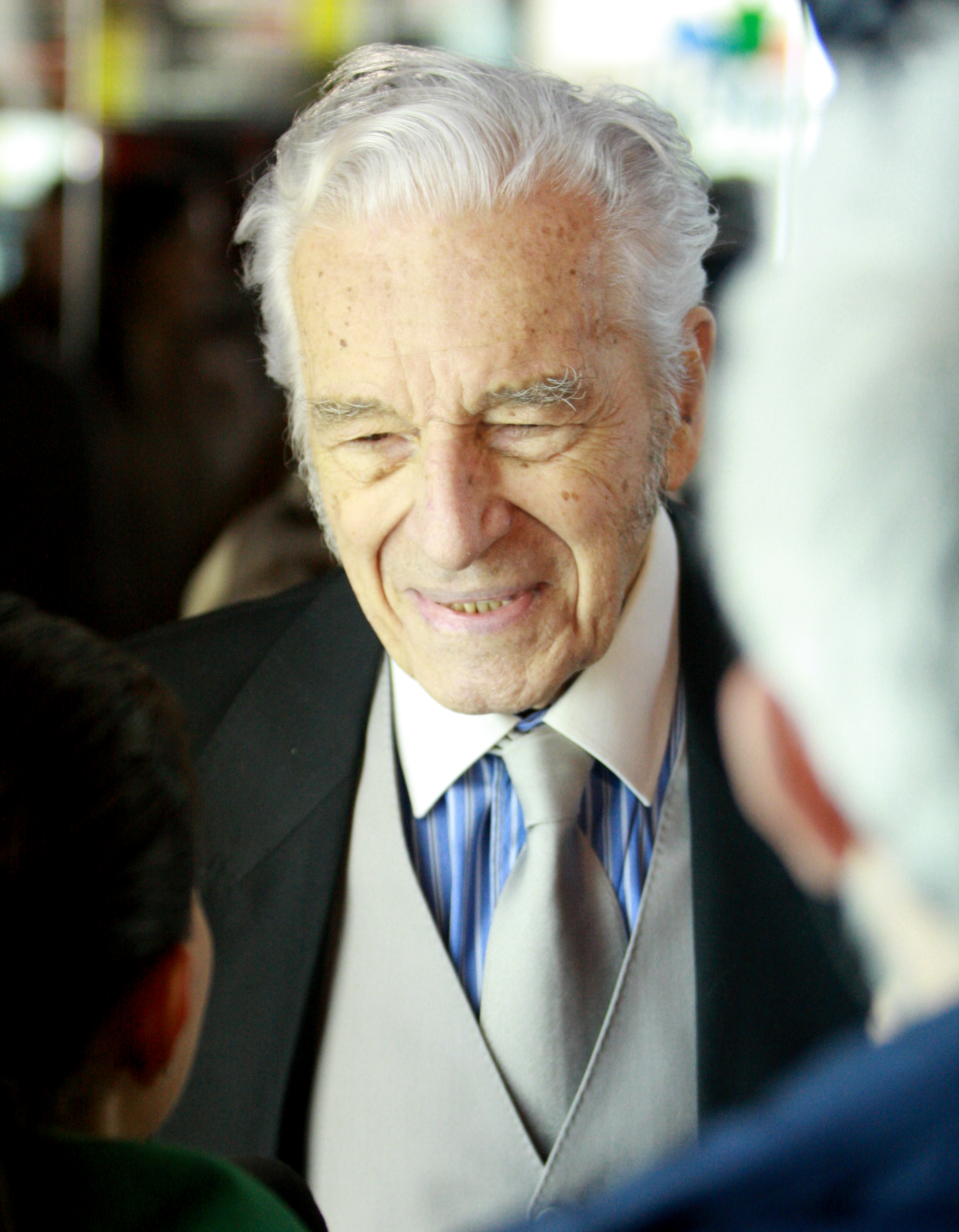
Sergiu Nicolaescu (17 februarie 2012)

Ultimele sale filme, printre care Orient Express, 15, Supraviețuitorul, Carol I și Poker au fost considerate eșecuri critice, Nicolaescu fiind de asemenea criticat pentru câștigarea preferențială de finanțări publice prin CNC pentru filmele sale. Indiferent de criticile aduse activității sale politice, colaborării sale cu regimul comunist și punerii în practică a liniei naționalist-comuniste în cinematografie sau neajunsurilor sale ca regizor, multe din filmele sale au păstrat o veritabilă popularitate la public, impunând în folclorul urban citate repetate și parodiate precum „Un fleac, m-au ciuruit.” sau „Nu trage dom Semaca, sunt eu Lăscărică” și personaje memorabile ca legionarul Paraipan (jucat de Gheorghe Dinică) și țiganul Limbă (Jean Constantin).

## Viața

### Copilăria și tinerețea
Sergiu Nicolaescu s-a născut la Târgu Jiu într-o familie de aromâni. A fost după mamă, Sevastița Cambrea, nepotul comisarului de poliție Gheorghe Cambrea, care a fost arestat de regimul comunist în 1952 și condamnat la 15 ani închisoare la Făgăraș, devenind mai târziu modelul pentru personajul comisarul Moldovan. Tot după mamă a fost și nepotul colonelului Nicolae Cambrea, avansat de Iosif Vissarionovici Stalin la gradul de general, un apropiat al Anei Pauker, numit de NKVD în funcția de comandant al Diviziei de voluntari Tudor Vladimirescu, fiind supranumit „generalul roșu”.
La vârsta de cinci ani, părinții săi au părăsit orașul Târgu Jiu și s-au stabilit la Timișoara. A absolvit Universitatea Politehnica București ca inginer mecanic, iar după absolvire a lucrat inițial la Buftea, apoi la filmări combinate în cadrul Studioul cinematografic Alexandru Sahia, specializat în filme documentare și jurnale de actualități. Era curios, inteligent, bine organizat, neobosit și dornic de învățătură. În cursul acestor ani a deprins multe dintre competențele care s-au dovedit atât de utile în realizarea filmelor sale viitoare.

### Viața personală
Sergiu Nicolaescu mărturisea în interviurile sale că în tinerețe a practicat mai multe sporturi: atletism, călărie, box, tir și rugby. Conform informațiilor public disponibile, Sergiu Nicolaescu a fost o persoana foarte activă cu un stil de viață foarte disciplinat. În fiecare zi, chiar și la 82 de ani, practica cel putin 1 oră de activitate fizică (gimnastică, etc.).
Sergiu Nicolaescu a fost căsătorit de trei ori.
Prima soție a lui Sergiu Nicolaescu s-a numit Mariana Nicolaescu, însă cei doi au divorțat numai după câteva luni.
A doua soție a lui Sergiu Nicolaescu, Gabriela a fost artist plastic.
Soția lui la data decesului era Dana Nicolaescu, cu care se căsătorise în anul 2005, după ce avuseseră o relație din 1996. A avut o soră, Iolanda Nicolaescu. Nu a avut copii, iar acesta a fost principalul său regret. Cu toate acestea, el accepta punctul de vedere că filmele sale sunt copiii săi și, mulțumită filmelor sale el va fi etern.

### Moartea și moștenirea
Sergiu Nicolaescu a fost internat la Spitalul de Urgență Elias la data de 26 decembrie 2012 pentru o afecțiune digestivă cronică. Ulterior medicii i-au diagnosticat cu totul o altă boală. Nicolaescu a fost operat laparoscopic în data de 28 decembrie. Intervenția chirurgicală a fost impusă de evoluția clinică în contextul afecțiunii digestive cronice benigne cunoscute. Intraoperator a fost descoperită o peritonită localizată cu punct de plecare apendicular, care a fost rezolvată laparoscopic. Intervenția chirurgicală a decurs fără incidente. În dimineața zilei de 3 ianuarie 2013 la ora 08.24 cineastul a încetat din viață.
El a fost incinerat sâmbătă, 5 ianuarie 2013 orele 12.00, la crematoriul Vitan-Bârzești din București, după cum a fost dorința lui, deși s-a iscat un scandal public imens, chiar Biserica Ortodoxă Română făcând presiuni pentru înhumarea sa conform tradiției ortodoxe. Controversele cu privire la dorința de a fi înmormântat sau incinerat continuă deoarece, Sergiu Nicolaescu cerea în testamentul său legalizat în 2008 la notărița Mircia Elena: „să mă înmormânteze după datinile creștinești."
Conform declarației de avere din 2008, Sergiu Nicolaescu poseda la acel moment două terenuri, trei apartamente și un cont de bancă la Deutsche Bank din Berlin, unde era depusă suma de €103.000. Dana Nicolaescu, soția de la data decesului său, a anunțat că urna cu cenușa regizorului Sergiu Nicolaescu, care a decedat pe 3 ianuarie 2013, la vârsta de 82 de ani, a fost înhumată la Cimitirul Bellu Militar din București unde văduva sa i-a construit, post-mortem, în acest scop un frumos mormânt din marmură albă.

## Activitatea cinematografică

### Prezentare cronologică
A debutat ca regizor în 1959 cu scurtmetrajul Scoicile nu au vorbit niciodată. Scurtmetrajul Memoria Trandafirului i-a atras atenția internațională, fiind un succes la Cannes.

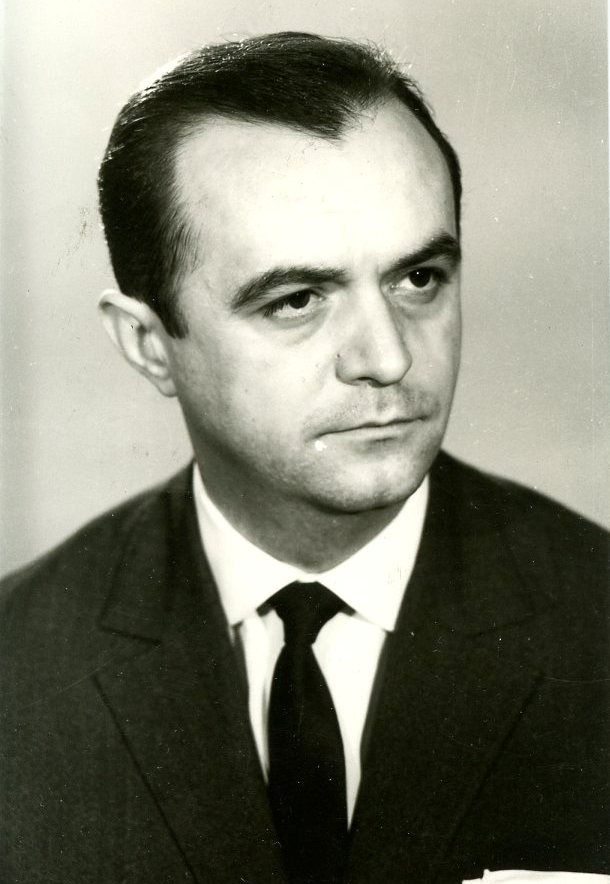
Titus Popovici, unul dintre cei mai importanți colaboratori ai lui Nicolaescu.

Primul său film de lung metraj a fost coproducția româno-franceză Dacii (1967), care a participat la cel de-al cincilea Festival Internațional de Film de la Moscova. Filmul reprezintă debutul parteneriatului artistic dintre Sergiu Nicolaescu (regizor) și Titus Popovici (scenarist). Alături de Petre Sălcudeanu, Mircea Mohor, Malvina Urșianu, Mircea Drăgan și alții, cei doi sunt continuatori ai suitei de filme istorice declanșată de filmul Tudor (1963) al scriitorului Mihnea Gheorghiu (în calitate de scenarist).
Filmul Mihai Viteazul a fost următoarea colaborare cu Titus Popovici. A participat la cel de-al șaptelea Festival Internațional de Film de la Moscova și a fost propunerea României la Premiul Oscar pentru cel mai bun film străin în 1972. Criticul de film Marian Țuțui scria că „Mihai Viteazul este probabil cel mai bun film istoric românesc… De data asta scenaristul Titus Popovici și regizorul Sergiu Nicolaescu vor avea în mărturiile istorice destule elemente dramatice astfel încât deși filmul este spectaculos, respectă aproape întru totul adevărul istoric. Chiar și maniheismul inerent în asemenea filme este aici minimal căci Mihai Viteazul (Amza Pellea) are un prieten turc, Selim Pașa (interpretat chiar de regizor), și are o relație încordată cu soția sa, doamna Stanca (Ioana Bulcă)”.
Cu mîinile curate (1972) este primul film polițist din seria Comisarului Moldovan. Personajul interpretat de Nicolaescu, numit aici încă Miclovan, face tandem cu personajul Comisarul Roman, interpretat de Ilarion Ciobanu. Filmul, realizat cu concursul Ministerului de Interne, era menit să reabiliteze imaginea Securității, care suferise după dezvăluirea implicării ei în abuzurile din perioada instaurării regimului comunist în România.

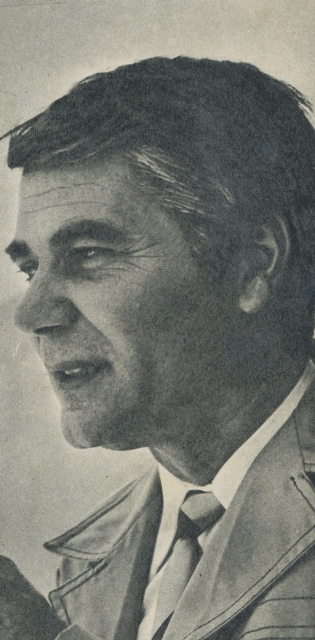
Ion Besoiu, unul dintre actorii preferați de Nicolaescu pentru rolurile negative.

Filmul Un comisar acuză marchează transformarea comisarului Miclovan în comisarul Moldovan. În acest film polițist (și de aventuri) se ficționalizează evenimentele din jurul asasinării pe 27 și 28 noiembrie 1940 a foștilor demnitari de către legionari, eveniment cunoscut în istoriografie drept Masacrul de la Jilava. În film, comisarul Moldovan cercetează evenimentele de la Jilava, poliția legionară nedorindu-și aflarea adevărului. În opoziție cu legionarul Paraipan, jucat de Gheorghe Dinică. Amza Pellea îl joacă pe comunistul Pârvu, un prieten la nădejde al lui Moldovan, iar Jean Constantin este Limbă, un autor de mici găinării interlope, care devine ajutorul comisarului și o sursă de umor în film. După cum recunoaște Nicolaescu, aportul comuniștilor în evenimente este exagerat – afirmă el - la cererea lui Dumitru Popescu-Dumnezeu. Din aceleași considerente ar fi fost ficționalizate numele personalităților, Nicolae Iorga devenind profesorul Jugu (!), Virgil Madgearu Costin Mărgeanu șamd.
Filmul Nemuritorii (1974) este un film de ficțiune pe fundal istoric, inspirat de scenariul „După furtună” publicat în 1968 de Titus Popovici. Mobilul este că o ceată de foști ostași ai lui Mihai Viteazul, risipiți prin Europa, se întorc în Țara Românească cu un cufăr misterios, care stârnește interesul ungurilor, austriecilor și turcilor. Filmul conține o scenă memorabilă filmată pe malul mării, în care Sergiu Nicolaescu, Jean Constantin, Amza Pellea și ceilalți „nemuritori” sunt îngropați până la gât în nisip, iar „turcii” pun caii să joace peste capetele lor. Filmarea scenei nu a folosit trucaje vizuale. Printre actorii din distribuția extraordinară sunt și Ilarion Ciobanu, Gheorghe Dinică și Colea Răutu, cât și copilul-vedetă Costel Băloiu, în primul rol într-un film regizat de Nicolaescu, cu care jucase anterior în Pistruiatul. Filmul este remarcabil de asemenea pentru folosirea muzicii formației Phoenix (încă decenii după lansarea sa, problema plății drepturilor de autor nu era rezolvată).
Filmul Osînda (1976) este una dintre culmile artistice ale carierei regizorale a lui Nicolaescu, fiind notat cu trei stele din cinci în Dicționarul universal de filme al criticului Tudor Caranfil. Ecranizarea după romanul Velerim și Veler Doamne (1933) al scriitorului român Victor Ion Popa (Manlache) îi are drept protagoniști pe Amza Pellea, un colaborator important al regizorului, și pe actrița Ioana Pavelescu. Este înfățișată o poveste de dragoste între doi țărani, Manlache și Ruxandra, în perioada următoare Primului Război Mondial, elementele tragice prefigurând de la început imposibilitatea unei soluționări fericite a conflictului. Caranfil remarca drept antologică scena reîntâlnirii protagoniștilor pe o culme înzăpezită. Personajul Manlache reface imaginea hristică a purtării crucii după moartea ibovnicei sale. Scena nașterii și morții în chinurile nașterii, cu camera fixându-se asupra imaginii Pantocratorului avea să fie autopastișată de Nicolaescu și în filmul 15, însă spre un efect artistic mult redus. Din acest film nu lipsesc nici elementele de propagandă, autoritățile interbelice fiind înfățișate preponderent drept răuvoitoare și incompentente (pregnanți fiind actorii Gheorghe Dinică și Mihai Mereuță), cu excepția procurorului, jucat de Nicolaescu, care asemeni lui Selim Pașa din Mihai Viteazul este singurul personaj cel puțin echivoc, dacă nu chiar simpatizabil, din tabăra negativă.

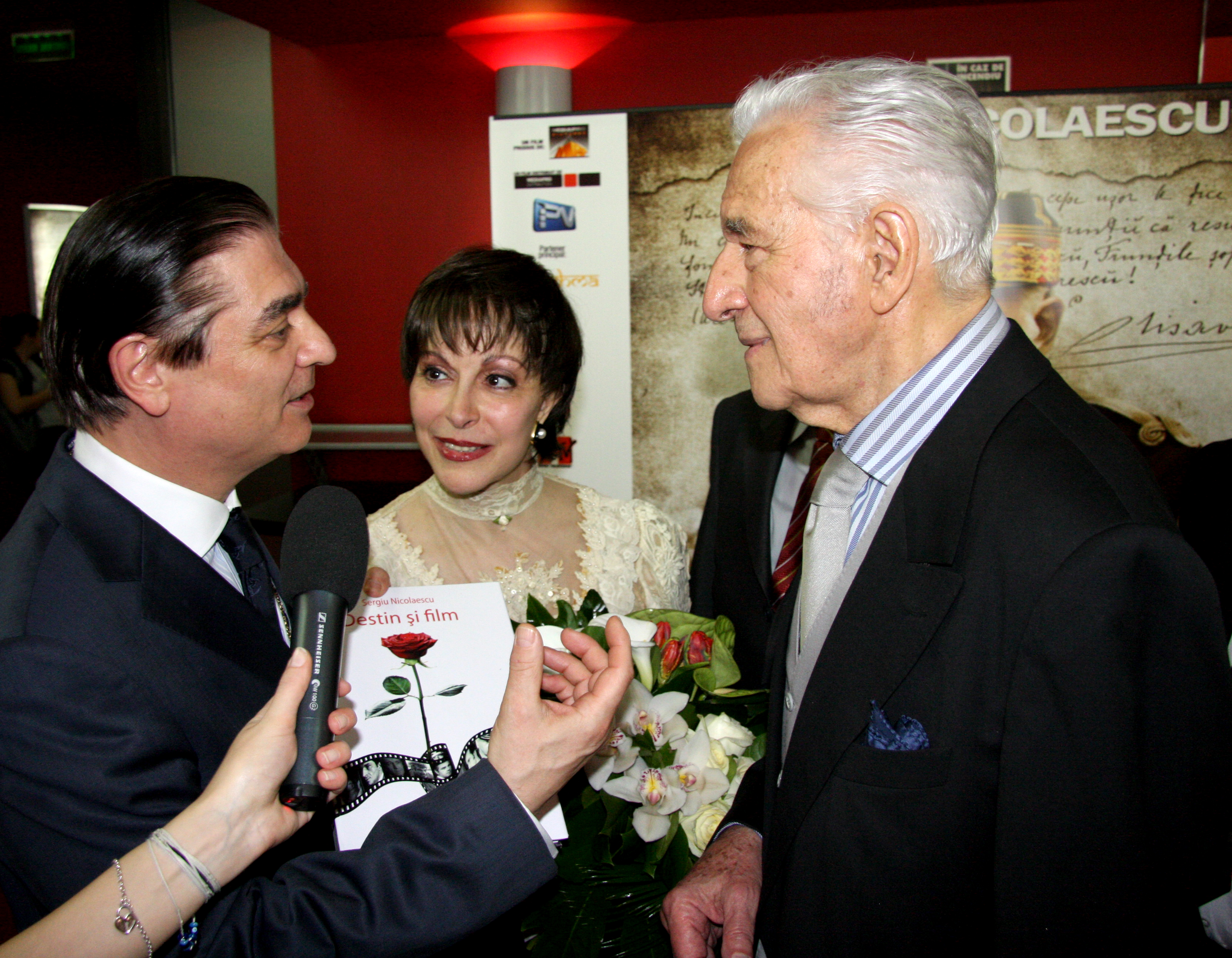
Alături de Paul Lambrino și soția acestuia

Deși Comisarul Moldovan fusese omorât cu siguranță la sfârșitul filmului Un comisar acuză (căci fusese prins între 2 șiruri de legionari cu arme automate, fără scăpare), filmul Revanșa din 1978 debutează cu Paraipan dezgropând mormântul lui Moldovan și găsind în sicriu cărămizi și o pălărie. Moldovan a supravițuit celor cinci gloanțe încasate, iar Paraipan nu mai are mult de trăit, din cauza unei boli incurabile, pe fundal desfășurându-se Revolta legionară din ianuarie 1941. În opinia criticului de film Tudor Caranfil, Nicolaescu și scenariștii săi „se străduie să respecte riguros cronologia politică, într-o intrigă rocambolescă, forțând adevărul istoric până la capturarea întregii conduceri legionare, în pofida protecției germane, de către imbatabilul Moldovan”.
Nea Mărin miliardar (1979) este o comedie, prima din filmografia lui Nicolaescu (și una din puținele). Imboldul a fost dat de actorul Amza Pellea, care își dorea după o suită de roluri dramatice să interpreteze și un personaj comic. A început pe cont propriu, cu niște scheciuri, care au avut succes și la televiziune, apoi i-a abordat pe Vintilă Corbul și Eugen Burada. I-a prezentat lui Nicolaescu scenariul, care se bazează pe un qui pro quo. Regizorul a venit la filmări pe o targă, întrucât suferea la acea vreme de o sciatică. Ca o ironie, deși Nicolaescu fusese reticent să preia proiectul și era prima sa comedie, Nea Mărin miliardar a devenit cel mai vizionat film românesc al tuturor timpurilor.
Ciuleandra este un film psihologic, considerat de către criticul de film Grid Modorcea: „Cred că Ciuleandra este singurul nostru film psihologic, de calibru camilpetrescian, asociind remarcabil, la nivelul subconștientului, jocul „Ciuleandra" cu „Jocul ielelor”.

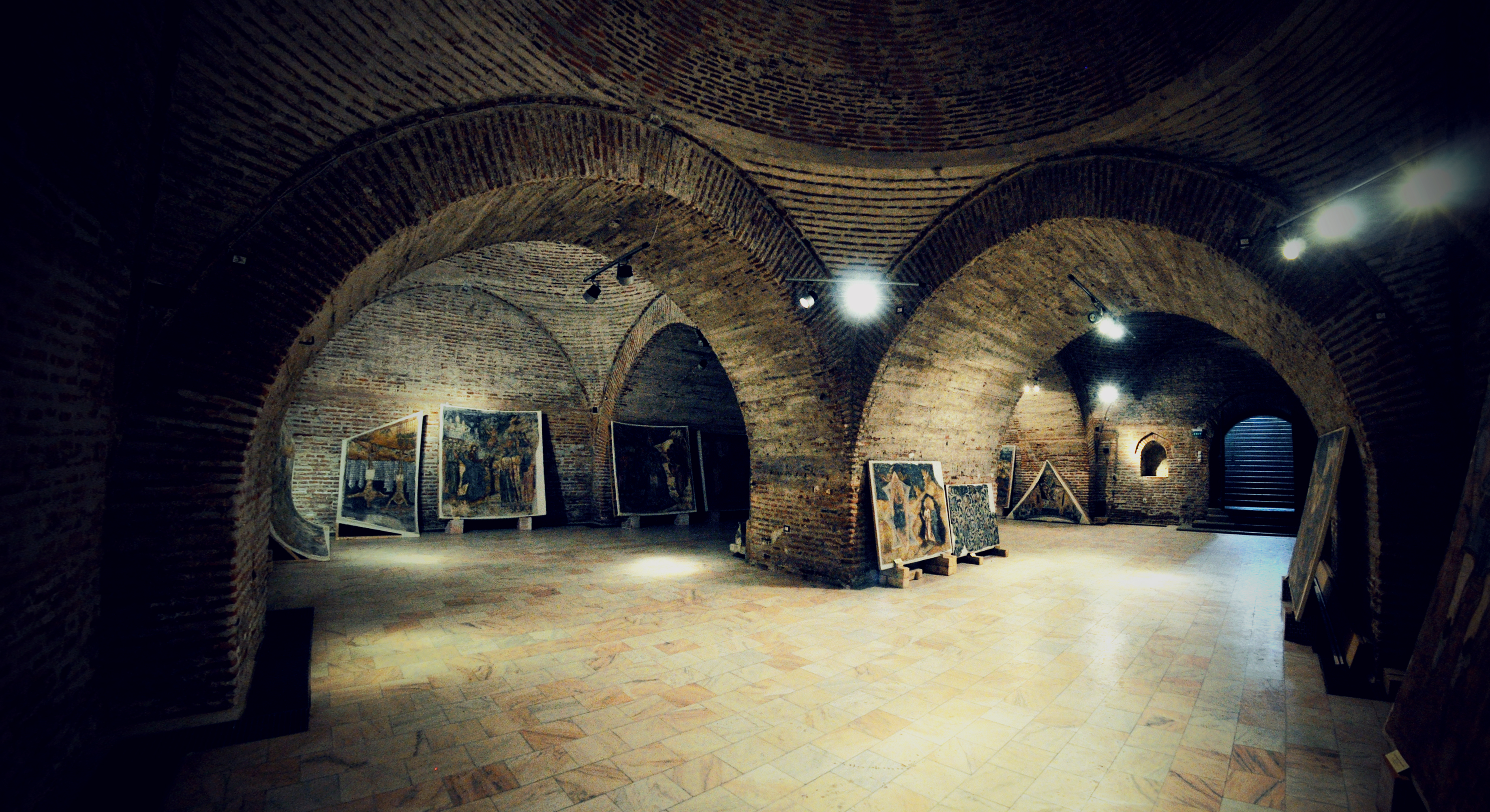
Frescele Mânăstirii Văcărești, ultimele rămășite păstrate ale mânăstirii, care a fost vandalizată de Nicolaescu înainte de a fi demolată din ordinul lui Nicolae Ceaușescu. Astăzi se găsesc la Palatul Mogoșoaia.

În 1985, în timpul filmărilor la Noi, cei din linia întâi (1986), Nicolaescu a adus distrugeri grave Mănăstirii Văcărești, fiind manevrate tancuri și folosite petarde și aruncătoare de flăcări în incinta mănăstirii. Un raport al Muzeului de Istorie și Artă al Municipiului București menționa „fracturarea crucii din marmură a unuia dintre ctitorii mănăstirii, domnitorul Constantin Mavrocordat; forțarea lacătelor și a drugilor de fier care închideau paraclisul, precum și a ușii altarului Bisericii Mari”.
Ultimul film al lui Nicolaescu din epoca comunistă a fost Mircea, filmat în vara lui 1988, după un scenariu de Titus Popovici. Ion Besoiu joacă rolul unui preot intrigant, asemănător rolului Sigismund Bathory din filmul Mihai Viteazul. Nicolaescu îl joacă pe domnitorul Mircea cel Bătrân, care, ajuns la bătrânețe, se confruntă cu intrigile țesute de pretendenții la tronul său și cu imperativele turcilor. Personajul este prezentat într-o lumină tragic-eroică, înțelept și prea bun pentru lumea în care trăiește, delimitat prin opoziție de nevrednicia celor din jurul său. Nepotul său în film, Vlad, viitorul domnitor Vlad Țepeș, rostește replica memorabilă prin umor involuntar „Bunule, tu ești nemuritor?”.
În 1994, Nicolaescu a lansat filmul Începutul adevărului (Oglinda), o reconstituire controversată a evenimentelor legate de demiterea de la conducerea guvernului și arestarea la 23 august 1944 a mareșalului Ion Antonescu. Filmul, despre care Nicolaescu scria pe pagina sa personală de internet că nu ar fi „un film, ci un document” arată execuția mareșalului, abdicarea regelui, moartea lui Iuliu Maniu, omorârea lui Gheorghe Brătianu și a lui Lucrețiu Pătrășcanu. Istoricul Neagu Djuvara a criticat insinuarea filmului că România ar fi așteptat un răspuns la Uniunea Sovietică în privința armistițiului. Și regele Mihai s-a distanțat de portretizarea sa în film.

### Receptarea critică și publică
Grid Modorcea consideră: „Dacă Sergiu Nicolaescu n-ar exista, ar trebui inventat”. Tot acesta sintetizează: „sigurul cineast român care a ambiționat să împlinească un gigantic proiect: Istoria poporului român transpusă pe peliculă” și „Opera lui Sergiu Nicolaescu este un fenomen”.
Criticul de film, Iulia Blaga, remarca, în iulie 2008, că Sergiu Nicolaescu a avut „o popularitate care depășește epocile”, deși statisticile arată că după 1989 vizionările noilor sale filme nu au mai atins cifrele dinainte, când atât Dacii, cât și Mihai Viteazul, depășiseră pragul de 10 milioane de vizionări la cinematograf. Ea observa că exista „chiar public tînăr care prizează filmele lui Sergiu Nicolaescu rupîndu-l de contextul epocii, luîndu-l ca pe un autor de filme populare, fără a sesiza manipularea ale cărei victime sînt, așa cum au fost și spectatorii din vremea respectivă”.
În 2012, răspunzând unei critici aduse de Nicolaescu „minimalismului nejustificat” al Noului val din cinematografia română, regizorul Cristian Mungiu a rezumat creația lui Nicolaescu la „călărit în filme cu replici din cartea de istorie”.
Jurnalistul Cristian Tudor Popescu, care are un doctorat în cinematografie de la Universitatea Națională de Artă Teatrală și Cinematografică Ion Luca Caragiale, a spus despre Nicolaescu că „nu a fost niciodată un cinefil. Nu l-am auzit niciodată să vorbească despre curente care l-au influențat, despre cinematografie. Dânsul vorbea doar despre filmele lui.” Despre creația sa: „Nu există nimic original acolo. El a luat tot ce credea el că e mai bine și a pus acolo. Este un polipier de clișee opera lui Sergiu Nicolaescu. A pus pe ecran clișee după clișee. Toate filmele lui sunt clișee. Nu a riscat niciodată.” Criticul de film Grid Modorcea care are un doctorat în artă nu este de acord cu genul acesta de critici pe care le consideră nefondate și bazate pe „o reacție viscerală față de om sau politician și îl ating la operă”. Modorcea continuă: "Dar opera (lui Sergiu Nicolaescu) e puternică. Nu se clintește. Dacă ei (criticii viscerali ai lui Sergiu Nicolaescu) ar vedea numai Ciuleandra, ar înțelege cât de cinefil a fost Nicolaescu. E un film profund, psihologic, floare rară la noi. Și a-l asocia cu Amadeus al lui Forman este o obligație de cinefil!".

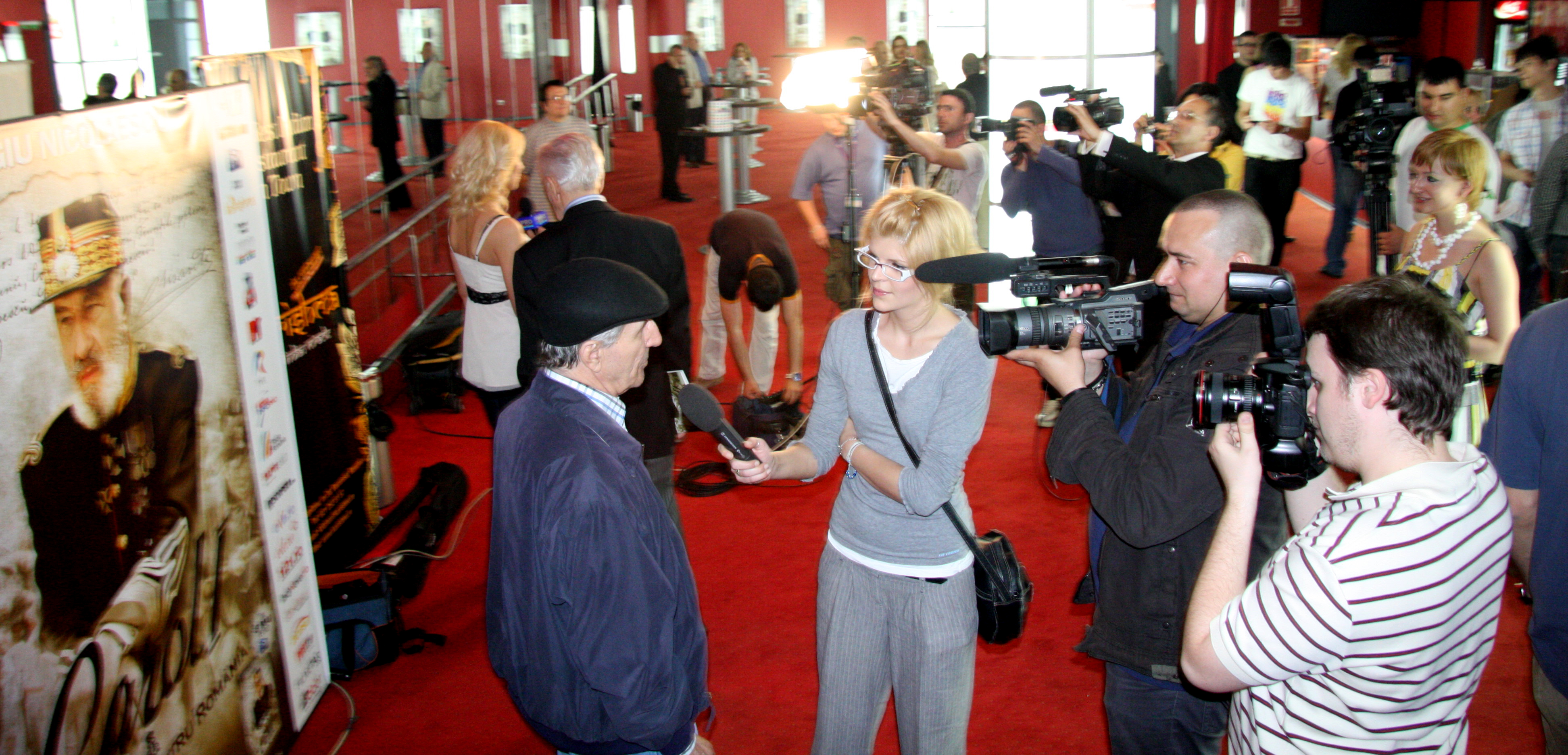
Gheorghe Dinică la premiera filmului Carol I - 2009

Istoricul Adrian Cioflâncă observă că lui Nicolaescu, „cel mai redutabil producător de istorie populară în limbaj cinematografic”, nu i-a scăpat nici o perioadă istorică, filmele sale istorice acoperind antichitatea, evul mediu, epoca modernă și epoca contemporană.

### Moștenirea spirituală
În urma marelui cineast au rămas circa 70 filme (cu serialele TV pentru marele ecran) care au fost urmărite de peste un miliard de spectatori (majoritari fiind cei din China și Rusia). Sergiu Nicolaescu se autodefinește drept un „naționalist romantic”. El rămâne în istoria cinematografiei prin numeroasele sale filmele istorice care ilustrează toate perioadele istoriei poporului român (filme precum Dacii, Mircea, Mihai Viteazul, Carol I, Triunghiul morții, Noi, cei din linia întîi și Oglinda), prin seria de filme polițiste cu comisarul Moldovan, prin comediile și satirele sale (precum Nea Mărin miliardar și Poker), dar și prin excelentele sale ecranizări (Atunci i-am condamnat pe toți la moarte, Osânda, Ciuleandra și Orient Express).
Grid Modorcea, care cunoaste excelent cinematografia română și toate filmele lui Sergiu Nicolaescu, a rezumat: „cheia concepției lui Sergiu Nicolaescu despre film” este o „concepție tipic americană, de om de acțiune, de învingător. El este Hollywood-ul filmului românesc.” Modorcea consideră că: „filmul este o afacere menită să-i atragă pe spectatori, care se face pentru marele public, că nu e un capriciu personal sau o diversiune politică sau propagandistică” și „cu excepția lui Sergiu Nicolaescu, la noi nimeni nu pare să fi înțeles acest adevăr simplu, verificat de marile cinematografii. Și-apoi filmul, înainte de a fi artă, este o industrie, nimeni nu investește fără să aibă un câștig. Nici un film semnat de Sergiu Nicolaescu nu a trădat publicul și nici pe cei care au mizat pe el.”
Filmul Orient Express este considerat testamentul său spiritual: „Sergiu Nicolescu, reprezintă verticalitatea neamului românesc, aristocrația lui, așa cum o reprezintă Prințul Andrei Morudzi, pe care îl joacă.”
Cinematograful din Târgu Jiu, care fusesese modernizat cu sprijnul statului român și al primăriei din localitate în urma unei investiții de câteva sute de mii de euro pentru a putea prezenta la standarde înalte și filme 3D, a fost inaugurat în prezența lui Sergiu Nicolaescu și a primului-ministru la sfârșitul anului 2012. De la aceasta inaugurare , acest cinematograf poartă numele „Sergiu Nicolaescu”, lucru de care marele cineast a fost foarte încântat.
Potrivit viceprimarului Timișoarei, Adrian Diaconu, urmează să fie amplasată o placă comemorativă pe casa de pe Strada Paris din Timișoara, în care a locuit Sergiu Nicolaescu.
Pe 30 mai 2015 Sergiu Nicolaescu a primit postum o stea pe Walk of Fame Bucharest (Aleea Celebrităților din București).

## Distincții
- Ordinul „Meritul Cultural” clasa a III-a (25 decembrie 1967) „pentru merite deosebite în opera de construire a socialismului, cu prilejul celei de-a XX-a aniversări a proclamării Republicii”[62]
- Ordinul „Meritul Cultural” clasa a II-a (21 august 1979) „pentru contribuția deosebită adusă la înfăptuirea politicii Partidului Comunist Român de făurire a societății socialiste multilateral dezvoltate în patria noastră, cu prilejul celei de-a 35-a aniversări a revoluției de eliberare socială și națională, antifascistă și antiimperialistă”[63]

## Filmografie

### Regizor
- Dacii (1967) - coproducție franco-română
- Bătălia pentru Roma (1968-1969) - RFG, co-regizor cu Robert Siodmak, 2 serii:
  - I Teil (1968);
  - II Teil - Der Verrat (1969)
- Legenda lui „Ciorap de piele”- La légende du Bas-de-Cuir (1969) - coproducție franco-germană:
  - 2 ep., co-regizor cu Pierre Gaspard Huit - „Chasseur de dains” (Vânătorul de cerbi); „Le dernier des Mohicans” (Ultimul mohican);
  - 1 ep. co-regizor cu Jean Dréville - „Aventures sur l'Ontario” (Aventuri în Ontario);
  - ep. 4, singur - „La prairie” (Preria)
- Mihai Viteazul (1971) - 2 serii
- Atunci i-am condamnat pe toți la moarte (1972)
- Cu mîinile curate (1972)
- Lupul mărilor (1972) - coproducție româno-germană, co-regizor cu Wolfgang Staudt. Episoade:
  - Ein seltsames Schiff (88 min.) - 5 decembrie 1971
  - Kurs auf Uma (96 min.) - 12 decembrie 1971
  - Das Land der kleinen Zweige (88 min.) - 19 decembrie 1971
  - Die Suche nach einer verlorenen Insel (89 min.) - 26 decembrie 1971
- Ultimul cartuș (1973)
- Un comisar acuză (1974)
- Nemuritorii (1974)
- Deux ans de vacances- Doi ani de vacanță (1974) - serial de televiziune, de șase episoade, franco-germano-român, în regia lui Claude Desailly, Gilles Grangier și Sergiu Nicolaescu. Versiunea de film realizată în România s-a numit Pirații din Pacific și Insula comorilor (1976).
- Zile fierbinți (1975)
- Lockruf des Goldes - Cautatorii de aur (1975) - coproducție româno-germană, co-regizor cu Wolfgang Staudt. Episoade:
  - Das Klondike-Fieber - 21 decembrie 1975
  - Die weiße Rinne - 23 decembrie 1975
  - Der wilde Mann vom Yukon - 28 decembrie 1975
  - Vierauge - 30 decembrie 1975
- Osînda (1976)
- Războiul Independenței (Serial TV) (1977)
- Accident (1977)
- Pentru patrie (1978) - 2 serii
- Revanșa (1978)
- Nea Mărin miliardar (1979)
- Mihail, cîine de circ (1979) - coproducție româno-germană
- Ultima noapte de dragoste (1980)
- Capcana mercenarilor (1981)
- Duelul (1981)
- Întîlnirea (1982)
- Cucerirea Angliei (1982) - coproducție franco-română, 2 serii, coregizor cu Gilles Grangier
- Viraj periculos (1983)
- Ringul (1984) - coproducție româno-germană
- Ciuleandra (1985)
- Ziua Z (1985)
- Noi, cei din linia întâi (1986) - 2 serii
- Căutătorii de aur (1986) - coproducție româno-germană, co-regizor cu Alecu Croitoru
- François Villon – Poetul vagabond (1987) - coproducție franco-germano-română, 2 serii
- Mircea (1989)
- Coroana de foc (1990)
- Începutul adevărului (Oglinda) (1994) - 2 serii
- Punctul zero (1996) - coproducție româno-americană
- Triunghiul morții (1999)
- Orient Express (2004)
- „15” (2005)
- Supraviețuitorul (2008)
- Carol I - Un destin pentru România (2009)
- Poker (2010)
- Ultimul corupt din România (2012)

#### Scenarist
- Un comisar acuză (1974)
- Nemuritorii (1974)
- Osînda (1976) - împreună cu Anușavan Salamanian
- Accident (1977) - ideea filmului
- Pentru patrie (1978) - 2 serii
- Revanșa (1978)
- Ultima noapte de dragoste (1980) - împreună cu Anușavan Salamanian
- Capcana mercenarilor (1981) - împreună cu Liviu Gheorghiu
- Duelul (1981)
- Ciuleandra (1985) - împreună cu Anușavan Salamanian
- Coroana de foc (1990) - ideea filmului
- Începutul adevărului (Oglinda) (1994) - 2 serii - împreună cu Ioan Grigorescu
- Punctul zero (1996) - coproducție româno-americană
- Triunghiul morții (1999) - împreună cu Corneliu Vadim Tudor
- Orient Express (2004) - împreună cu Ioan Cărmăzan și Corneliu Dragomirescu
- „15” (2005)
- Supraviețuitorul (2008)
- Carol I - Un destin pentru România (2009) - împreună cu Emil Slotea

#### Actor
- Dacii (1967) - soldatul roman Marcus
- Mihai Viteazul (1971) - 2 serii - Selim Pașa
- Atunci i-am condamnat pe toți la moarte (1972) - un ofițer german
- Felix și Otilia (1972) - Leonida Pascalopol
- Cu mîinile curate (1972) - comisarul Tudor Miclovan
- Ultimul cartuș (1973) - comisarul Tudor Moldovan
- Dragostea începe vineri (1973) - Mihai Vișan
- Pistruiatul (1973) regia Francisc Munteanu - Andrei
- Un comisar acuză (1974) - comisarul Tudor Moldovan
- Nemuritorii (1974) - căpitanul Andrei
- Zile fierbinți (1975) - directorul Mihai Coman
- Osînda (1976) - procurorul Marian
- Roșcovanul (1976) - o santinelă
- Războiul Independenței (Serial TV) (1977)
- Accident (1977) - maiorul Petria
- Pentru patrie (1978) - 2 serii - principele Carol
- Revanșa (1978) - comisarul Tudor Moldovan
- Drumuri în cumpănă (1979) - Dobre
- Nea Mărin miliardar (1979) - crainicul TV (voce)
- Mihail, cîine de circ (1979)
- Ultima noapte de dragoste (1980) - avocatul Andrei Nicolau
- Capcana mercenarilor (1981) - maiorul Tudor Andrei
- Duelul (1981) - comisarul Tudor Moldovan
- Întîlnirea (1982) - colonelul de jandarmi Filip
- Cucerirea Angliei (1982)
- Viraj periculos (1983) - colonelul Petria
- Ringul (1984) - Andrei
- Ziua Z (1985) - generalul Hans Friessner
- Noi, cei din linia întâi (1986) - 2 serii
- Mircea (1989) - voievodul Mircea cel Bătrân
- Coroana de foc (1990) - căpitanul Gorun
- Începutul adevărului (Oglinda) (1994) - 2 serii - generalul Hans Friessner
- Punctul zero (1996) - revoluționarul înarmat de la aeroport
- Triunghiul morții (1999) - generalul Alexandru Averescu
- Orient Express (2004) - prințul Andrei Morudzi
- Supraviețuitorul (2008) - comisarul Tudor Moldovan
- Carol I - Un destin pentru România (2009) - principele (apoi regele) Carol I al României
- Lupu (2013)[64][65]

#### Filme de scurt metraj
- Scoicile nu au vorbit niciodată - Sahia Film (1962)
- Legume de seră - Sahia Film (1962)
- O primăvară obișnuită - Sahia Film (1962)
- Memoria Trandafirului [Ce que vivent les roses] - Sahia Film (1964)
- Lecție în infinit - Sahia Film (1965)
- Floare de mac (Die Mohnblume) Cine TV Berlin (1981)
- Sașii din Transilvania - Cine TV Berlin (1984)
- One Day (Afganistan) - Cine TV Film București (2004)
- Lipsește Amza - Cine TV Film București (2006)

### Cifre de audiență
În următorul tabel este afișat numărul de bilete vândute în România, corespunzător fiecărui film regizat de Nicolaescu care a fost lansat în România. Informațiile despre data premierei românești și numărul de bilete sunt extrase dintr-o situație a numărului de spectatori înregistrat de filmele românești de la data premierei și până la data de 31.12.2007, alcătuită de Centrul Național al Cinematografiei.
| Premieră           | Titlu                                   | Bilete vândute | Observații                       | Locul în Top 25 |
| ------------------ | --------------------------------------- | -------------- | -------------------------------- | --------------- |
| 9 februarie 1967   | Dacii                                   | 13.104.510     | 30.964 (relansare în 2001)       | 4               |
| 13 februarie 1971  | Mihai Viteazul                          | 13.321.377     | 18.926 (relansare în 2000)       | 3               |
| 24 ianuarie 1972   | Atunci i-am condamnat pe toți la moarte | 2.141.942      |                                  |                 |
| 30 octombrie 1972  | Cu mîinile curate                       | 7.162.552      |                                  | 12              |
| 4 decembrie 1972   | Lupul mărilor - Răzbunarea              | 3.162.533      |                                  |                 |
| 28 mai 1973        | Ultimul cartuș                          | 5.521.968      |                                  | 24              |
| 1 aprilie 1974     | Un comisar acuză                        | 6.146.991      |                                  | 17              |
| 23 decembrie 1974  | Nemuritorii                             | 7.292.165      |                                  | 11              |
| 22 decembrie 1975  | Zile fierbinți                          | 1.545.686      |                                  |                 |
| 13 septembrie 1976 | Osînda                                  | 3.351.718      |                                  |                 |
| 7 februarie 1977   | Accident                                | 2.913.093      |                                  |                 |
| 8 mai 1978         | Pentru patrie                           | 2.885.992      |                                  |                 |
| 4 septembrie 1978  | Revanșa                                 | 6.359.884      |                                  | 16              |
| 5 februarie 1979   | Nea Mărin Miliardar                     | 14,643,840     | 1746 (relansare 2001)            | 1               |
| 3 septembrie 1979  | Mihail, cîine de circ                   | 2.818.121      |                                  |                 |
| 31 martie 1980     | Ultima noapte de dragoste               | 3.115.806      | 12.004 (relansare în 2001)       |                 |
| 26 ianuarie 1981   | Capcana mercenarilor                    | 3.745.627      |                                  |                 |
| 15 iunie 1981      | Duelul                                  | 4.944.716      |                                  |                 |
| 16 august 1982     | Întîlnirea                              | 2.271.047      |                                  |                 |
| 25 aprilie 1983    | Viraj periculos                         | 3.291.122      |                                  |                 |
| 20 februarie 1984  | Ringul                                  | 2.898.667      |                                  |                 |
| 19 aprilie 1985    | Ciuleandra                              | 2.450.273      |                                  |                 |
| 3 mai 1985         | Ziua Z                                  | 2.256.138      |                                  |                 |
| 9 mai 1986         | Noi, cei din linia întîi                | 4.353.493      |                                  |                 |
| 25 august 1986     | Căutătorii de aur                       | 2.578.021      |                                  |                 |
| 3 aprilie 1989     | François Villon – Poetul vagabond       | 993.698        |                                  |                 |
| 17 noiembrie 1989  | Mircea                                  | 459.726        |                                  |                 |
| 28 mai 1990        | Coroana de foc                          | 602.221        |                                  |                 |
| 13 august 1990     | Cucerirea Angliei                       | 101.054        | Lansat în afara României în 1982 |                 |
| 12 februarie 1994  | Începutul adevărului/Oglinda            | 92.871         |                                  |                 |
| 1 martie 1996      | Punctul zero                            | 148.897        |                                  |                 |
| 21 mai 1999        | Triunghiul morții                       | 34.370         |                                  |                 |
| 24 septembrie 2004 | Orient Express                          | 51.719         |                                  |                 |
| 21 octombrie 2005  | 15                                      | 12.862         |                                  |                 |
| 11 aprilie 2008    | Supraviețuitorul (2008)                 | 26.575         |                                  |                 |
| 9 mai 2009         | Carol I                                 | date lipsă     |                                  |                 |
| 9 aprilie 2010     | Poker                                   | 24.958         |                                  |                 |
| 17 februarie 2012  | Ultimul corupt din România              | date lipsă     |                                  |                 |

## Activitate politică
Pentru a putea realiza filme în perioada comunistă trebuia să ai acceptul conducerii cinematografiei și a autorităților statului. În acest context, în perioada comunistă, Sergiu Nicolaescu a beneficiat de sprijinul statului comunist și al armatei române care i-au pus la dispoziție resursele umane si financiare pentru realizarea filmelor sale. Pentru corectitudine, trebuie menționat că aproape toate filmele lui Sergiu Nicolaescu au fost un succes de public și financiar.

### Legătura cu Securitatea
Au apărut informații, conform cărora Sergiu Nicolaescu ar fi făcut în anul 1981 anticameră la dictatorul Nicolae Ceaușescu pentru a-i acuza pe Lucian Pintilie și Alexa Visarion că ar face acte de anti-patriotism. Sergiu Nicolaescu ar fi scris o notă scurtă dictatorului pe care a trimis-o Comitetului Central (CC) al PCR, care era de fapt o cerere de primire în audiență. El ar fi dorit să-i prezinte lui Nicolae Ceaușescu "o serie de probleme de mare importanță pentru existența și dezvoltarea cinematografiei naționale". Atașat cererii, exista și un rezumat al ideilor pe care domnia sa dorea să le expună.
Prin filmul său "Reconstituirea", Lucian Pintilie dăduse o lovitură de imagine regimului ceaușist și tocmai pregătise spre difuzare filmul "De ce trag clopotele Mitică?". Alexa Visarion a declarat Evenimentului Zilei că ar fi o victimă colaterală deoarece ar apărea pe nota lui Nicolaescu din cauză că actorii pe care i-a folosit el în spectacolul "O noapte furtunoasă" au jucat în filmul lui Pintilie.

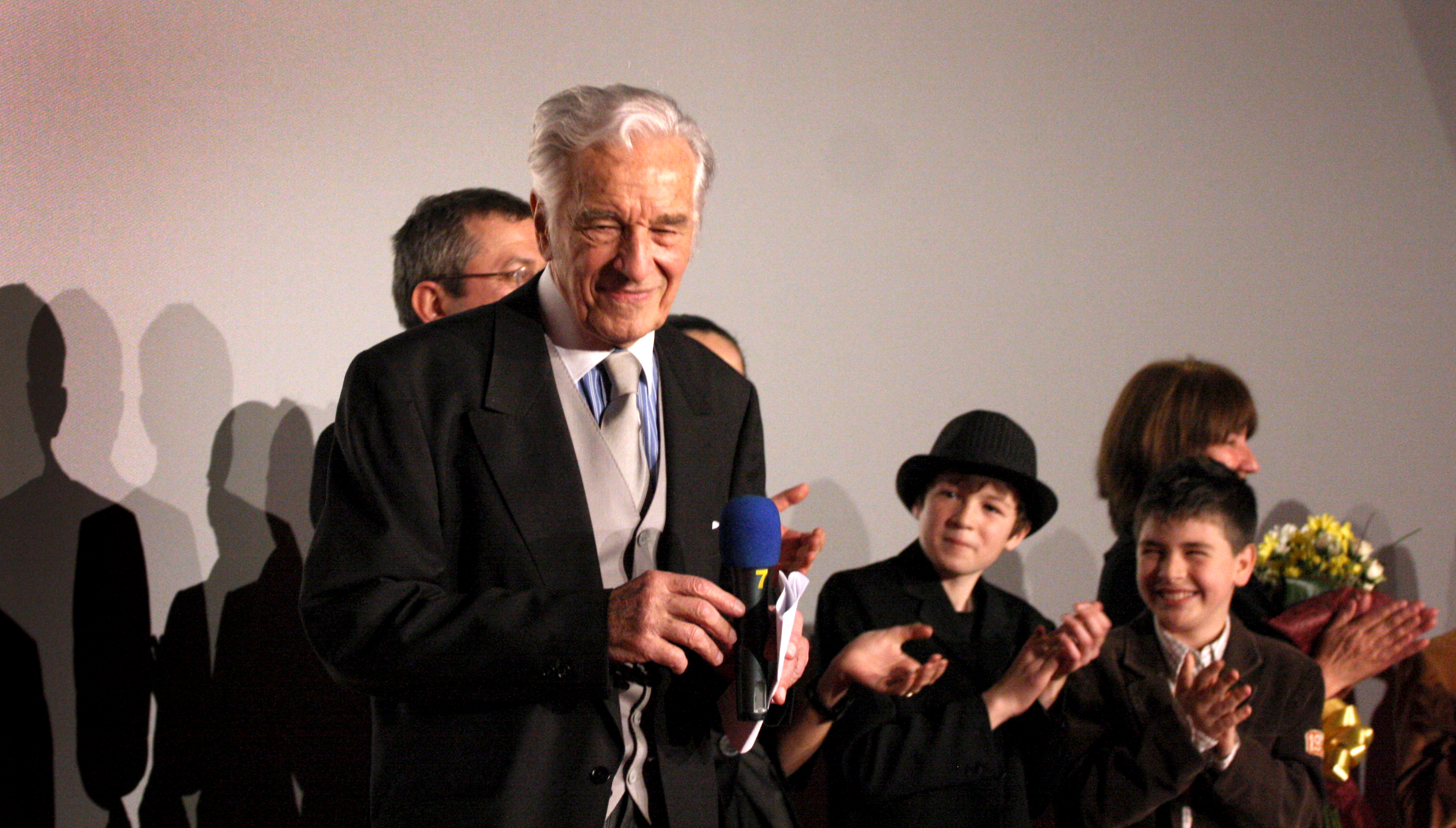
Premiera filmului 'Poker' - 2010

Contactat de ziarul Evenimentul Zilei, Sergiu Nicolaescu și-a recunoscut inițial semnătura și a recunoscut cum că ar fi trimis două cereri similare dictatorului, una cu un subiect pe care nu și-l amintește și una legată de o casă. Ulterior, a declarat că nu ar fi putut să scrie niciodată așa ceva și că totul este un fals. La vârsta de 81 de ani, actorul Nicolaescu a început să-și amintească de fragmentul din nota sa pentru cererea de autofinanțare a cinematografiei, dar nu că ar fi "turnat" pe cineva.
Fiind persoană publică în regimul ceaușist, Sergiu Nicolaescu a avut și un dosar la securitate, pe care l-a văzut în anii de după evenimentele din 1989. Așa cum menționează ziarul Gândul:
„Sergiu Nicolaescu spune că și-a văzut dosarul de Securitate și că, printre cele 20 de nume întâlnite acolo, l-a găsit și pe cel al lui Szoby Cseh. Nicolaescu susține că, "în mod cert", fostul cascador l-a turnat. "Pe mine mă suspecta, pentru că lucram cu străinii. Niciodată Szoby Cseh n-a fost un om deștept. Mai degrabă un prostănac".”—Gândul, 01.02.2011
Ca urmare a scandalului media care s-a declanșat în disputa Nicolaescu - Szoby Cseh, Cseh a declarat că Nicolaescu era un securist "că nu degeaba stăteau toți în poziție de drepți în fața lui" și că din informațiile pe care le deține de la unchiul său, acesta din urmă l-ar fi văzut pe Nicolaescu în uniformă de general de securitate.
Generalul de brigadă în rezervă al SRI, Aurel Rogojan, fost șef de cabinet al ultimului șef al Securității, Iulian Vlad, susține că generalul Nicolae Budișteanu, fost anchetator al luptătorilor din munți și șef al Direcției a III-a a Securității Statului, ulterior comandant al Școlii Militare de Ofițeri Activi nr. 1 a Consiliului Securității Statului (Școala de la Băneasa a Securității) și comandant al Școlii DIE de la Brănești, i-ar fi mărturisit că Sergiu Nicolaescu era integrat într-un program ce viza "strategia comunicării publice a nou înființatului Consiliu al Securității Statului". Același general (rez) mai afirmă că în dimineața zilei de 22 decembrie 1989, la ora 06.30, șeful Direcției de Filaj și Investigații a DSS, colonelul Băjenaru, i-a cerut să-i raporteze generalului Iulian Vlad, că Sergiu Nicolaescu se afla, la acea oră, "într-un fel de cercetare a zonelor din piețele „Romană”, „Universității” și „Unirii”.

### După Revoluția din 1989
După Revoluția română din 1989, în care a fost implicat, Sergiu Nicolaescu a fost membru al Frontul Salvării Naționale, fiind ales în repetate rânduri senator pe listele acestei formațiuni politice (iar apoi al FDSN și urmaselor sale, PDSR și PSD. Sergiu Nicolaescu a fost ales în Senat în legislaturile 1990 - 1992, 1992 - 1996, 1996 - 2000, 2000 - 2004 și 2008 - 2012.
La inițiativa sa, s-a înființat Comisia Senatorială de cercetare a evenimentelor din decembrie 1989, inițial condusă de el, iar ulterior de Valentin Corneliu Gabrielescu.
În legislatura 1990-1992, Sergiu Nicolaescu a fost președintele grupului parlamentar de prietenie cu Republica Federală Germania. În legislatura 1992-1996, Sergiu Nicolaescu a fost membru în comisia pentru politică externă (din noi. 1993) și în comisia pentru cultură, artă și mijloace de informare în masă. În legislatura 1996-2000, Sergiu Nicolaescu a fost membru în grupul parlamentar de prietenie cu Republica Cuba; în această legislatură, el a fost membru în comisia pentru politică externă și în comisia pentru cultură, artă și mijloace de informare în masă. În legislatura 2000-2004, Sergiu Nicolaescu a fost membru în grupurile parlamentare de prietenie cu Republica Federală Germania și Republica Franceză-Senat. De asemenea, a fost președinte în comisia pentru apărare, ordine publică și siguranță națională (din ian. 2001), membru în comisia pentru politică externă (până în ian. 2001) și în comisia pentru cultură, artă și mijloace de informare în masă (până în ian. 2001). În această legislatură, Sergiu Nicolaescu a inițiat 14 propuneri legislative din care 3 au fost promulgate legi. În legislatura 2000-2004, Sergiu Nicolaescu a inițiat 14 propuneri legislative, din care 3 au fost promulgate legi. În legislatura 2008-2012, Sergiu Nicolaescu a fost membru în grupurile parlamentare de prietenie cu Republica Franceză-Senat, Republica Franceză-Adunarea Națională, Republica Cehă și Albania. Sergiu Nicolaescu a inițiat 20 propuneri legislative din care 3 au fost promulgate legi.
În 2003, Nicolaescu s-a opus repatrierii osemintelor regelui Carol al II-lea, sub motivul că acesta ar fi fost un criminal. În ciuda opoziției sale, manifestate public, ministrul culturii de la acea vreme și colegul său de partid, Răzvan Theodorescu a continuat demersurile sale. Nici fiul lui Carol al II-lea, fostul rege Mihai, nu a participat la reînhumare.
În 2004 a fost numit de Ion Iliescu membru în Colegiul Național al Institutului Revoluției Române.

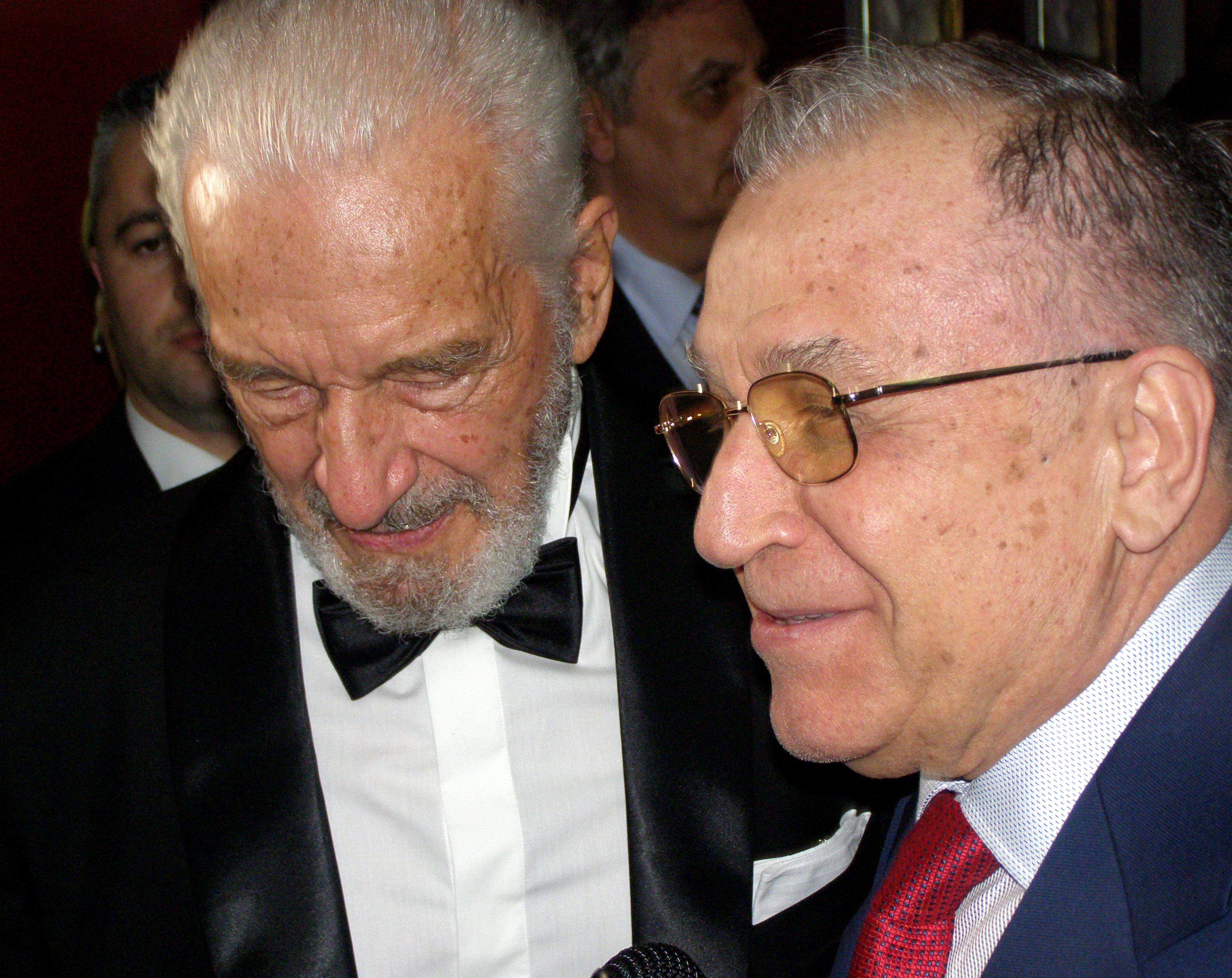
Alături de Ion Iliescu

În timpul ultimului său mandat de parlamentar, Nicolaescu a fost președintele Comisiei pentru cultură, artă și mijloace de informare în masă a Senatului. În 18 aprilie 2011, și-a anunțat demisia din PSD. Sursele din interiorul partidului informaseră presa că i s-ar fi cerut să demisioneze de la conducerea comisiei, întrucât ar fi avut o înțelegere cu Partidul Democrat Liberal să favorizeze inițiativele legislative ale acestuia în schimbul înlesnirii dobândirii de finanțări pentru filmele sale. După două zile, Nicolaescu s-a răzgândit.
În septembrie 2012, comisia condusă de Nicolaescu trebuia să-l audieze pe Andrei Marga, care urma să fie confirmat apoi de Parlament în funcția de director al ICR. Nicolaescu a propus amânarea pentru că Marga nu se afla în țară, însă propunerea sa a fost respinsă prin vot și Marga a fost apoi confirmat în absență.
Sergiu Nicolaescu nu a mai candidat la alegerile parlamentare din 2012, iar cu ocazia încheierii legislaturii 2008-2012, la data de 12 decembrie 2012, a adresat un ultim mesaj în parlament:
„Vreau să vă mulțumesc pentru acești patru ani minunați pe care i-am petrecut împreună, în care dumneavoastră mi-ați dăruit stimă și considerație, simțăminte pe care și eu vi le datorez. Mai am puțini ani de trăit și mi-am dorit să-i termin în profesia mea, pentru acest lucru nu am participat la alegeri.”

### Cărți publicate
A scris mai multe cărți referitoare la revoluția din 1989.
- Revoluția. Începutul adevărului - Un raport personal, Ed. Topaz, București, 1995
- Un senator acuză!, București, 1996 (a 2-a ediție în 1998)
- Sergiu Nicolaescu acuză, București, 1998 (ediția a 2-a a cărții Un senator acuză)
- Cartea revoluției române. Decembrie '89, Editura Ion Cristoiu, București, 1999
- Recviem pentru adevăr, București, 1999
- Lupta pentru putere. Decembrie '89, Editura All, București, 2005
- Destin și film. Destăinuirile unui cineast, Editura Axioma Print, București, 2009
- Mămăliga a explodat. Decembrie 1989, Editura Institutului Revoluției Române din decembrie 1989, 2011[80]
- Viață, destin și film. Destăinuirile unui cineast, Editura Universitară, București, 2011

### Cărți despre Sergiu Nicolaescu
- Sergiu Nicolaescu: Director. Actor. Author, Editura Romaniafilm, 1986
- Până la capăt! - Contribuții ale lui Sergiu Nicolaescu la cinematografia națională  - Cristian Luis Vasilescu, Editura Universitară, 2011
- Sergiu Nicolaescu si ENIGMELE sale - Grid Modorcea, Editura Aius, 2013
- Sergiu Nicolaescu. O poveste unică si o succesiune de întâmplări ciudate - Mituri urbane și docu-drame însoțite de însemnări din presă - Dan-Silviu Boerescu, Editura Integral, 2017
- Sergiu Nicolaescu - Un destin pentru România - Cristian Radu Nema, Editura Noi Media Print, 2021